# زبان پارکری کولی
پارکری کولی یک زبان هندوآریایی است که در استان سند پاکستان گویشورانی دارد. گویشوران این زبان در مرزهای جنوب خاوری پاکستان با هند می‌زیند.
۸۳٪ واژگان این زبان با زبان مارواری مشترکند. از ۱۹۸۵ میلادی برای نگارش این زبان از خطی که برای نگارش زبان سندی استفاده می‌شود با افزودن سه حرف ۮ، ۯ و ۿ بهره‌برده‌اند. 